# Fronton (grammairien)
Pour les articles homonymes, voir Fronton.
Fronton (en latin Marcus Cornelius Fronto, Cirta, Numidie, v. 95, ou v. 100 – 166 ou 167) est un grammairien, rhéteur et avocat romain d'origine berbère, né en Afrique à Cirta (actuelle Constantine, en Algérie).

## Vie et œuvre
C'est vraisemblablement à la réussite, mal connue, de son père que Fronton doit d'avoir été sénateur. Ses débuts dans la carrière sont connus par une inscription de Calama. Il commença par le poste modeste de triumvir capitalis, puis il fut questeur de la province de Sicile, poste sans éclat, avant d'être édile de la plèbe et préteur. Son jeune frère Quintus Cornelius Quadratus fit lui aussi une carrière sénatoriale.
Choisi par Antonin le Pieux en 139 pour être le précepteur de Marc Aurèle et de Lucius Verus, ami de ce même Marc Aurèle et d’Antonin, Fronton devient consul en 142 et se retrouve au cœur d’un réseau de solidarité de sénateurs dont beaucoup sont africains et comprenant aussi son beau-fils C. Aufidius Victorinus, consul en 155.
Fronton, qui se disait « Libyen issu de Libyens nomades » (grec ancien : « Λίβυς τῶν Λιβύων τῶν νομάδων »),, est connu pour avoir entretenu une importante correspondance, qui ne nous est toutefois parvenue que sous la forme de palimpsestes et reste donc fragmentaire (textes retrouvés et publiés par Angelo Mai en 1815 et 1823 ; nouveaux fragments identifiés par Bernhard Bischoff en 1956). Il échangea des lettres en latin et en grec avec des empereurs (Antonin le Pieux, et ses élèves Marc Aurèle et Lucius Verus), l'historien Appien et divers membres des grandes familles sénatoriales. Les palimpsestes ont également révélé des fragments de discours (aux sujets parfois fantaisistes : Éloge de la fumée et de la poussière, Éloge de la négligence), d'un traité De eloquentia, de deux ouvrages historiques (De bello Parthico sur la campagne de Lucius Verus, Principia historiæ). Son approche de la rhétorique, qu'il considère comme source de tout savoir, même philosophique, fait son originalité.
Dans ses Pensées pour moi-même, Marc Aurèle parle de Fronton en ces termes : « De Fronton : avoir observé à quel degré d'envie, de souplesse et de dissimulation les tyrans en arrivent, et que, pour la plupart, ceux que chez nous nous appelons patriciens sont, en quelque manière, des hommes sans cœur. »
Les deux ouvrages de grammairien placés anciennement sous son nom, seules œuvres qu'on pensait connaître avant 1815 (le De nominum verborumque differentiis et les Exempla elocutionum) ne sont pas de lui.
L'Histoire littéraire de la France lui consacre un chapitre, en le faisant naître en Gaule.

#### Textes de Fronton
- Correspondance, traduction et commentaire de Pascale Fleury, avec la collaboration de Ségolène Demougin, Les Belles Lettres, Paris, 2003  (ISBN 2251742026).
- The correspondence of Marcus Cornelius Fronto. Edited and translated by C. R. Haines (Loeb Classical Library 1919). Volume 1, Volume 2, at the Internet Archive.
- Éloge de la négligence et autre textes, traduction du grec et du latin, préface et notes par Nicolas Waquet, Payot et Rivages, coll. « Rivages Poche/Petite Bibliothèque », no 588, Paris, 2007, 136 p.  (ISBN 978-2-7436-1729-5) (BNF 41162404).
- Carla Castelli, Il greco di Frontone. Testo critico e traduzione. Studio linguistico, stilistico e retorico. Storia editoriale, Roma, Edizioni di Storia e letteratura, 2021,  (ISBN 978-88-9359-620-6)

#### Sur Fronton et son œuvre
- Pascal Quignard, Rhétorique Spéculative, 1995, premier traité (où l'auteur place Fronton à l'origine d'un courant antiphilosophique et littéraire, qui prône images et métaphores au détriment du concept).
- M. P.J. van den Hout, A Commentary on the Letters of M. Cornelius Fronto, Mnemosyne Supplement 190, Leiden, Brill, 1999.

#### Textes autour de sujets liés
- (en) Anthony R. Birley, Septimius Severus, the African Emperor, Routledge, 1999, 43 p.
- (en) Barnaby Rogerson, History of North Africa, Interlink Books, 2001, 75 p.
- Michael Brett and Elisabeth Fentress, The Berbers, Blackwell, 1997, 53 p.
- Gabriel Camps, Les Berbères, Éditions Errance, 1995, 122 p.
- Vincent Serralda, Le Berbère lumière de l'occident, Éditions latines, 1989, 48 p.
- Marc-Aurèle, Ecrits pour moi-même - Lettres à Fronton, introduction, traduction et notes par Angello Giavatto et Robert Muller, Vrin, 2024.